# باول روزنتال (عازف كمان)
باول روزنتال (بالإنجليزية: Paul Rosenthal)‏ هو عازف كمان أمريكي، ولد في 1942.

## وصلات خارجية
- باول روزنتال على موقع ميوزك برينز (الإنجليزية)
- باول روزنتال على موقع ديسكوغز (الإنجليزية)